# Boris Kabiszew
Boris Dmitrijewicz Kabiszew (ros. Борис Дмитриевич Кабишев, ur. 17 października 1922 we wsi Gusarnikowo w powiecie rostowskim w guberni jarosławskiej (obecnie w rejonie rostowskim w obwodzie jarosławskim), zm. 5 grudnia 1998 w Moskwie) – radziecki generał porucznik lotnictwa, Bohater Związku Radzieckiego (1945).

## Życiorys
Dzieciństwo i młodość spędził w Lubaniu w obwodzie leningradzkim, gdzie w 1939 skończył 10 klas szkoły, a w 1940 skończył szkołę uniwersytetu fabryczno-zawodowego w Leningradzie, później pracował jako ślusarz-mechanik w fabryce. W kwietniu 1941 ukończył aeroklub w Leningradzie i rozpoczął służbę w Armii Czerwonej, w maju 1943 ukończył wojskową szkołę lotniczą w Tambowie, od lipca 1943 uczestniczył w wojnie z Niemcami jako starszy lotnik, później dowódca klucza i dowódca eskadry 958 pułku lotnictwa szturmowego. Walczył na Froncie Wołchowskim, Leningradzkim i 3 Nadbałtyckim, brał udział w operacji mgińskiej, nowogrodzko-łużskiej i pskowsko-ostrowskiej, 30 lipca 1943 został kontuzjowany. Wykonał 112 lotów bojowych samolotem Ił-2, w walkach powietrznych strącił osobiście 1 i w walce 2 samoloty wroga. Po wojnie był nawigatorem pułku lotnictwa szturmowego, dowódcą eskadry i zastępcą dowódcy pułku lotnictwa szturmowego w Moskiewskim Okręgu Wojskowym, w 1951 ukończył Akademię Wojskowo-Powietrzną w Monino i został pomocnikiem dowódcy pułku lotnictwa myśliwskiego w Moskiewskim Okręgu Obrony Przeciwlotniczej, 1959-1963 dowodził oddziałem lotniczym w Środkowej Azji, w 1965 ukończył Wojskową Akademię Sztabu Generalnego. Był zastępcą dowódcy 7 Korpusu Obrony Przeciwlotniczej w Briańsku i 1966-1967 dowódcą 3 Korpusu Obrony Przeciwlotniczej w Jarosławiu, od kwietnia 1967 do lutego 1970 był pomocnikiem przedstawiciela Głównego Dowództwa Zjednoczonych Sił Zbrojnych Państw-Stron Układu Warszawskiego ds. obrony przeciwlotniczej w ludowym Wojsku Polskim, 1970-1973 ponownie dowodził 3 Korpusem Obrony Przeciwlotniczej w Jarosławiu. Od sierpnia 1973 do lipca 1976 dowodził 11 Samodzielną Armią Obrony Przeciwlotniczej na Dalekim Wschodzie, od lipca 1976 do stycznia 1980 był zastępcą głównodowodzącego Wojskami Obrony Przeciwlotniczej ds. Przysposobienia Bojowego, następnie zakończył służbę wojskową. W 1960 otrzymał tytuł lotnika wojskowego 1 klasy. Miał honorowe obywatelstwo Siedlec.

## Awanse
- młodszy porucznik (11 maja 1943)
- porucznik (29 października 1943)
- starszy porucznik (24 maja 1944)
- kapitan (23 października 1944)
- major (20 stycznia 1949)
- podpułkownik (14 kwietnia 1952)
- pułkownik (29 kwietnia 1956)
- generał major lotnictwa (9 maja 1961)
- generał porucznik lotnictwa (23 lutego 1972)

## Odznaczenia
- Złota Gwiazda Bohatera Związku Radzieckiego (23 lutego 1945)
- Order Lenina (dwukrotnie, 23 lutego 1945 i 17 lutego 1975)
- Order Czerwonego Sztandaru (15 marca 1944)
- Order Aleksandra Newskiego (28 sierpnia 1944)
- Order Wojny Ojczyźnianej I klasy (dwukrotnie, 4 października 1944 i 11 marca 1985)
- Order Czerwonej Gwiazdy (trzykrotnie, 5 listopada 1943, 30 grudnia 1956 i 22 lutego 1968)
- Medal „Za zasługi bojowe” (19 listopada 1951)
- Medal „Za wyróżnienie w ochronie granic państwowych ZSRR”

I inne odznaczenia ZSRR oraz odznaczenia zagraniczne.